# 16463 Nayoro
16463 Nayoro este un asteroid din centura principală de asteroizi.

## Descriere
16463 Nayoro este un asteroid din centura principală de asteroizi. A fost descoperit pe 2 martie 1990 la Kitami de Kin Endate și Kazuro Watanabe. Asteroidul prezintă o orbită caracterizată de o semiaxă mare de 2,54 ua, o excentricitate de 0,30 și o înclinație de 7,4° în raport cu ecliptica.